# 冷泉為理
冷泉 為理（れいぜい ためただ）は、江戸時代後期から明治時代にかけての公卿・歌人。上冷泉家20代当主。

## 経歴
文政7年（1824年）、冷泉為全の子として誕生。母は佛光寺門主渋谷真乗の娘松子。
官位は正二位権中納言。幕末の動乱にあって俊成・定家自筆本を始めとする家宝を守り、明治維新後は京都に残る事を選んだ。
明治18年（1885年）、薨去。家督は子為紀が継いだ。

## 系譜
- 父：冷泉為全
- 母：松子 - 渋谷真乗の娘
- 正室：良子 - 柳原隆光の娘
- 生母不明の子女
  - 女子：風月庵照快（1837-1917年9月3日） - 庸軒流藤村正員派9代
  - 男子：冷泉為紀
  - 三男：入江為守
  - 女子：路 - 斯波与七郎の妻[1]。